# Georgia (állam)
Georgia (IPA: [ˈdʒɔrdʒə] kiejtéseⓘ) az Amerikai Egyesült Államok egyik déli tagállama. Területe 153 909 km², ezzel 24. az Egyesült Államok ötven tagállama közül.
2007. július 1-jei felmérések szerint a kilencedik legnépesebb állam az Egyesült Államokban 9 544 750 lakosával, a lakosság számának növekedése tekintetében pedig a harmadik. Minden évben mintegy 2,2%-kal nő a lakossága aránya. Legnépesebb városa Atlanta, ami egyúttal az állam fővárosa is.

## Földrajz

### Fekvése
Georgia határai délről Florida, keleten az Atlanti-óceán és Dél-Karolina, nyugaton Alabama, délnyugaton ismét Florida, északon Tennessee és Észak-Karolina.
2008-ban az állam törvényhozói benyújtották igényüket a határ újramegállapítására, miszerint Tennessee határát az 1818-as felmérések szerint hibásan, 1,6 km-rel délebbre állapították meg. Ez a határkorrekció Georgiának lehetővé tenné a Tennessee folyó elérését, ami különösen fontos lenne a nagy szárazságok idején.
Az állam északi részét a Blue Ridge-hegység foglalja el, amely az Appalache hegyláncolat része. A középső részén Piedmont helyezkedik el, ahol a folyók fokozatosan ereszkednek alá a parti síkságokra. A legmagasabb pontja Brasstown Bald csúcs, a tengerszinttől számítva mintegy 1458 méter magas.

### Geológia és terepkiértékelés
Georgia öt geológiai egységre osztható. Ezek a hegyek és a völgyek, a Blue Ridge, a Piedmont, a parti síkság és az Appalache fennsík. Mindegyik egységnek megvan a maga sajátossága. Például a hegyhátak és völgyek, amelyek az állam északnyugati sarkában találhatók mészkő, homokkő, pala és másodlagos kőzetekből áll, amelyek beleágyazódtak a mészkőbe. Ilyen másodlagos kőzet például a kis mennyiségben előforduló szén. A Blue Ridge hegység Georgia északkeleti részén húzódik. Metamorf kövekből valamint diabázból áll. Piedmont talajában megtalálható az agyagpala, az amfibolit, gneisz, migmatit és a gránit, míg a parti síkságok fő erőforrása a kaolin.

### Növény- és állatvilága
Georgia növény- és állatvilága nagyon változatos. Körülbelül 250 fafajt különböztetnek meg, amelyből 58 védett növény. Őshonos fái a virginiai boróka, az amerikai ámbrafa, a molyhos hikori, és a sokfajta fenyő, tölgy, juhar. A sárga jázmin, a virágzó birs és a hegyi babér csak néhány példája virágzó bokrainak.
Az állatvilága éppoly sokszínű, mint növényvilága. Georgiában több mint 90 emlősfaj él. A fehérfarkú szarvas mind az 50 államban megtalálható. Számos emlős azonban teljesen kipusztult az állam területéről, ilyenek a bölény és a vörös farkas. Mások veszélyeztetettek, mint a Myotis grisescens és Myotis sodalis denevérfajok. Az államban 160 madárfaj honos, például a virginiai fogasfürj, a vörhenyes gezerigó, és más gezerigófajok. A 70 hüllőfaj közül feltétlenül megemlítendő a gyémánt csörgőkígyó, a rezesfejű mokaszinkígyó, és a vízi mokaszinkígyó, valamint a georgiai partoknál élő álcserepesteknős. 80 kétéltűfaj él itt. A számos szalamandra (50 faj) és béka (30 faj) közül kiemelendő az endemikus Plethodon petraeus szalamandrafaj, és az Észak-Amerika jelentős részén elterjedt ökörbéka.
Édesvízi halai pisztrángok, keszegek, sügérek, harcsák. A különböző delfinek, bálnák, rákok (például a kék tarisznyarák), kagylók Georgia partjainál is fellelhetők.

### Éghajlat
Georgia nagy része párás szubtrópusi klímájú, amelyet télen az északról beáramló légtömegek befolyásolnak. A nyári időszakra a forró párás éghajlat a jellemző – kivéve a magasabban fekvő területeken -, s a tél enyhe s kevésbé párás. Az egész állam, beleértve az észak-georgiai hegyeket, csapadékos, amelynek mértéke területről területre változik. Míg Közép-Georgiában 1143 mm, addig az állam északkeleti részében 1905 mm is lehet a csapadék. Közép-Georgia éghajlata nem csak a földrajzi szélességtől, hanem az Atlanti-óceán vagy a Mexikói-öböl közelségétől, s a terület tengerszinttől számított magasságától is függ. Ez utóbbi különösen igaz az állam északi részén húzódó hegyvidéki területekre, amelyek messzebb vannak az óceántól és körülbelül 1350 méter az átlagos magassága a tengerszint felett.
Florida és Georgia határánál lévő területeken, és egész Georgia partvidékén valamint délnyugaton közel a Mexikói-öbölhöz a szubtrópusi klíma az uralkodó, amely hasonló a floridai időjáráshoz. A nyár forró és párás, gyakori trópusi zivatarokkal tarkítva, és a tél enyhébb és szárazabb. Ezeken a területeken nem olyan gyakori a hó, mint Georgia más részén. Piedmont területe télen kissé hűvösebb mint a tengerpart közelében, és déli részén csak minden második évben havazik, míg a hegy lábánál többször is eshet a hó a tél folyamán. Georgia hegységeinek a klímája hűvösebb és gyakoribb a hóesés, de kevesebb, mint az Appalache-hegység más részein.
Annak ellenére, hogy Georgia klímája enyhének mondható más államokhoz viszonyítva, nem mentes a szélsőséges időjárástól. A legmagasabb hőmérséklet, amelyet valaha is mértek 44,4 °C, míg a legalacsonyabb hőmérséklet -27.2 °C volt.
Georgia vezet a tornádók előfordulási listáján. Azok a területek, amelyek közelebb vannak Floridához, kis erejű F0 és F1 erősségű (Fujita-Pearson-féle skála F0-tól F5-ig terjed) tornádót kapnak, amelyek a nyári délutáni esőzésekkel párosulhatnak. Nagyon ritkán fordul elő, hogy a tornádó eléri az F3-as erősséget.
A 2008. március 18-ai tornádó néhány helyen komoly károkat okozott, felhőkarcolók ablakait betörve, de az április 10-i tornádó komoly károkat okozott, s a Peachtree Street-et, Georgia egyik főútját, hosszabb ideig lezárták a károk javítása miatt.
Mivel Georgia határos az óceánnal, a hurrikánok hatása is érezhető, annak ellenére, hogy közvetlenül nagyon ritkán éri el a partokat. Leggyakoribb a hurrikán Florida északnyugati földnyelvén (panhandle), amely a szárazföldre érve veszít erejéből, de trópusi viharok formájában él tovább, és erős szél kíséretében bőséges csapadékkal párosul. Amikor a hurrikán közel kerül a parthoz, még Észak Karolina partjait is végig söpri.
2006-ban és 2007-ben Georgiában nagy szárazság volt, 35 °C-os meleget mértek.

### Védett területek
Georgiának 63 parkja van:
- 48 állami park és
- 15 történelmi terület.

Számos park vadállománya védett. Többségüket Georgia Természeti Források Osztálya (Georgia Department of Natural Resources) ellenőrzi.
Más történelmi nevezetességű parkok a Nemzeti Park Szolgálat (National Park Service) és a más szervezetek védelme alá tartoznak. Ilyen parkok pl.:
- Andersonville National Historic Site (Andersonville-ben);
- Appalachian National Scenic Trail;
- Chattahoochee River National Recreation Area (közel Atlantához);
- Chickamauga and Chattanooga National Military Park (az Oglethorpe erődnél);
- Cumberland Island National Seashore (Saint Marys közelében);
- Fort Frederica National Monument (a St. Simons szigeten);
- Fort Pulaski National Monument (Savannah-ban);
- Jimmy Carter National Historic Site (Plains-hez közel);
- Kennesaw Mountain National Battlefield Park (Kennesaw-hoz közel);
- Martin Luther King Jr National Historic Site (Atlantában);
- Ocmulgee National Monument (Maconnál);
- Trail of Tears National Historic Trail.[11]

Különleges a George L. Smith Állami Természetvédelmi Terület növényvilága.

### Ocmulgee National Monument
Macontól keletre az Ocmulgee Parkban, mint egy 500 holdas területen hat egymást fedő indián kultúrára bukkantak; az első még időszámításunk előtt a nyolcadik-kilencedik évezredből származik. Pontosan nyomon követhetők, hogyan telepedett itt meg egy kóbor horda, hogyan tért át a gyűjtögetésről a vadászatra és a halászatra, majd a kezdetleges, végül a már magasabb fokú földművelésre. A sorban az utolsók a krík indiánok voltak; velük már a fehér ember is találkozott. Ők adták el a vidéket igen olcsón a fehér telepeseknek. Hatalmas és nagyerejű törzsük, amely kezdetben sokat támadta a georgiai telepeseket, csaknem teljesen megsemmisült. A különböző korszakok emlékei között van ezer évesnél is idősebb templomrom, lakóhelyek maradványa, egy 900 éves döngölt padlójú csarnok, sas formájú emelvényével. Az ásatások leleteit a helyi múzeumban mutatják be.

## Történelem

### A kezdeti időszak
A helyi moundbuilder kultúráról 1540-ben Hernando de Soto számolt be, amely az 1560-as évekre már teljesen eltűnt. Ebben az időszakban több spanyol felfedező elérte a georgiai partok közelében levő szigeteket.
Spanyolország és Anglia közötti konfliktus a Georgia fölötti ellenőrzés miatt az 1670-es évek elején élesedett ki. Amikor az angolok megalapították Karolina kolóniát a mai Dél-Karolina területén, már a spanyolok közel egy évszázaddal előbb létrehozták hittérítő településeiket Floridában Guale és Mocama közelében valamint a See Island-on Georgiában. Karolina telepesei és az indián szövetségeseik egy évtizedes harc után véglegesen megsemmisítették a spanyol missziókat. 1704 után a spanyol ellenőrzés kizárólag St. Augustine-ra és Pensacolára korlátozódott. Ebben az időben Georgia partjain az angolokkal szövetséges yamasee indiánok éltek egészen yamasee háborúig (1715-1717). Az indián háború után a terület elnéptelenedett, s így lehetővé vált egy új gyarmat létrehozása.
1724-ben merült fel a gondolat egy új brit gyarmat megalapítására, amelyet II. György brit király tiszteletére Georgia provinciának kívántak elnevezni.
Ennek megvalósítása több ok miatt is esedékessé vált. A spanyol Florida egyfajta állandó fenyegetés volt Dél-Karolina számára. Azonkívül Dél-Karolina jó menedékhelynek bizonyult a Floridából szökött rabszolgák számára, amelyet a spanyolok nem néztek jó szemmel.
A franciák 1720-ban egy erődöt építettek a mai Montgomery, (Alabama) területén, amely szintén fenyegette az brit érdekeket. Az angol kereskedelmi hálózat Charlestontól, (Dél-Karolina) egészen nyugaton a Ocmulgee folyóig terjedt ki, közel a mai Macon (Georgia) településig. Az angolok kereskedelmi hálózatuk zavartalan működtetése érdekében szövetséget kötöttek a krík indiánokkal. A franciák ellenben igyekeztek megkaparintani az angoloktól az indiánokkal való kereskedést.
Az angolok egy új gyarmat létrehozásában látták a lehetőséget, hogy érdekeiket megvédjék, s befolyásukat újra megerősítsék a spanyol és a francia terjeszkedésekkel szemben.
Ugyanebben az időben a brit parlament tagjait aggasztotta az Angliában elhatalmasodó eladósodás. A brit parlamenti bizottság kivizsgálta és jelentést készített az angol adósok börtönéről. Egy emberbaráti csoportot szerveztek, hogy megalapíthassanak egy telepet Anglia “értékes szegényeinek” számára, ahol új lehetőséget kapnak, hogy értékes állampolgárok legyenek. Ez az emberbaráti próbálkozás kettős célt szolgált; segítséget nyújtani az elgyötört embereknek, és egyúttal megszabadítani a börtönöket az adósoktól.

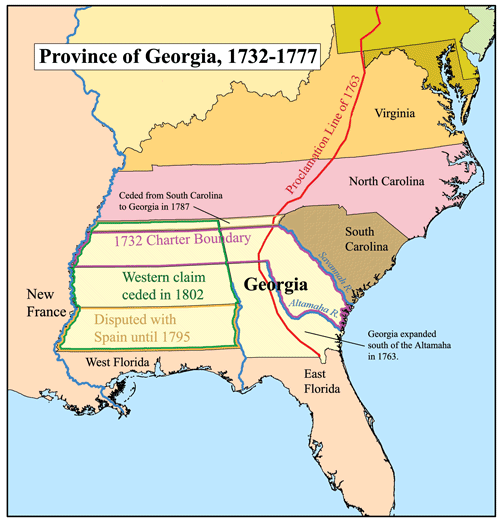
Georgia kolónia

1732-ben II. György angol király engedélyt adott a gyarmat megalapítására az új világban. Azonban mint utólagosan kiderült annak a 113 telepesnek soraiban, akik James Edward Oglethorpe vezetésével elsőnek alapították meg az angol gyarmatot, egyetlen börtönből kiszabadult tagja sem volt.
A telepesek 1733. február 12-én az Anne vitorlás fedélzetén megérkeztek a mai Savannah partjaihoz. Ez a nap úgy vált közismertté mint György napja (Georgia Day), amely nem hivatalos állami ünnep ugyan, de az iskolákban a diákok számára érdekes esemény.
James Edward Oglethorpe volt az egyik megbízott tagja a gyarmatnak. Ő fektette le Savannah város alapjait és mint önjelölt kormányzó tevékenykedett. A gyarmat megalakulásával egy időben a spanyolok csakúgy mint Floridában, itt is megpróbálták érvényesíteni jogaikat, de Oglethorpe telepesei véres ütközetben visszaverték őket.
Amikor Oglethorpe visszatért Angliába, a parlament megkérdőjelezte kormányzói jogát, s evvel véget is vetettek kormányzóságának. 1752-ben a megbízottak által kinevezett elnökök vezették a gyarmatot, s végül a kormány sikertelen kísérletezése után a gyarmatot a korona ellenőrzése alá vonták, s Georgia koronagyarmat lett, amelynek kormányzóját az angol király jelölte ki.

### Amerikai függetlenségi háború
Georgia az egyike volt az eredeti 13 gyarmatnak amely fellázadt az angol uralom ellen, s ezzel kezdetét vette az amerikai függetlenségi harc.
1776-ban aláírták a függetlenségi nyilatkozatot, annak ellenére, hogy a nagyszámú település lakosainak többsége királypárti volt. A háború folyamán több mint 5000 rabszolga, közel egyharmada az akkori rabszolgáknak, megszökött, s a szabadság ígéretében bízva csatlakozott az angol erőkhöz. Néhányan Nagy Britanniába vagy a Karib-szigetekre hajóztak, mások pedig kanadai provinciákban telepedtek le. Becslések szerint a háború következtében, amikor a rabszolgák tömegesen szöktek meg, a fekete lakosság részaránya erősen csökkent. Míg 1770 és 1790 között a lakosság nagy része, 45,2%-a, fekete volt, ez az arány 36,1%-ra csökkent.
Georgia 1788. január 2-án negyedikként hagyta jóvá az Egyesült Államok alkotmányát. Georgia első alkotmányát 1777-ben fogadták el, amelyet több ízben átfogalmaztak, így 1788-ban, 1799-ben, 1861-ben, 1865-ben, 1868-ban, 1877-ben, 1945-ben, 1976-ban és 1983-ban. Louisianát nem számítva, több alkotmánya volt, mint a többi már államnak.

### Konföderáció története
Gerorgia gyors fejlődésnek indult a rizs és a gyapottermesztés révén. Mint ültetvényes állam, gazdasága a rabszolgamunkán alapult, így elsőként csatlakozott a rabszolgák felszabadítása elleni mozgalomhoz.
1861. január 21-én kimondta az elszakadást az Egyesült Államoktól és csatlakozott a déli Konföderáció hat másik államához, s ezzel az amerikai polgárháború fő hadszínterévé vált.
A fő csaták Chickamauga-ban, (Kennesaw hegység) és Atlantában zajlottak le. 1864 decemberében Atlantától Savannahig William Tecumseh Sherman generális parancsnoksága alatt a Unió hadserege széles sávban elpusztította az ültetvényeket. Ez az esemény szolgált történelmi hátteréül a nagy sikerű 1936-ban megírt Elfújta a szél című regényhez, amelyet 1939-ben azonos címmel megfilmesítettek.
A polgárháború után Georgiát legutolsóként, 1870. július 15-én engedték csatlakozni az Unióhoz.

## Városok

### Fővárosok
Georgia-nak öt hivatalos fővárosa volt. A gyarmati időkben Savannah, amelyet később Augusta váltott fel, azután egy évtizedre Louisville, 1868-tól a polgárháború alatt Milledgeville. 1868-ban Atlanta lett az állam ötödik fővárosa

### Metropolita körzetek
A legnagyobb város Atlanta, Georgia észak-közép részén helyezkedik el, a Chattahoochee folyótól délkeletre. Atlanta metropolita körzet, s lakosainak száma a 2006-os népszámlálás idején 5 138 223 volt. Magának a városnak kevesebb mint 500 000 lakosa van.
Georgia államnak 20 metropolita és mikropolita körzete van, amelyeknek lakossága több mint 50 000. Csökkenő sorrendben ezek: Atlanta, Augusta, Savannah, Columbus, Macon, Athens, Gainesville, Albany, Dalton, Warner Robins, Valdosta, Brunswick, Rome, Hinesville, LaGrange, Statesboro, Dublin, Milledgeville, Waycross, és Calhoun.
Georgia legnagyobb városai a következők:
Atlanta – 498 109 lakos, Augusta – 195 182 lakos, Columbus – 188 660 lakos, Savannah – 128 500 lakos, Athens – 111 580 lakos, Macon – 97 606 lakos, Sandy Springs – 85 771 lakos, Roswell – 79 334 lakos, Albany – 76 939 lakos, és Johns Creek – 62 049 lakos.

### Városai

#### Atlanta

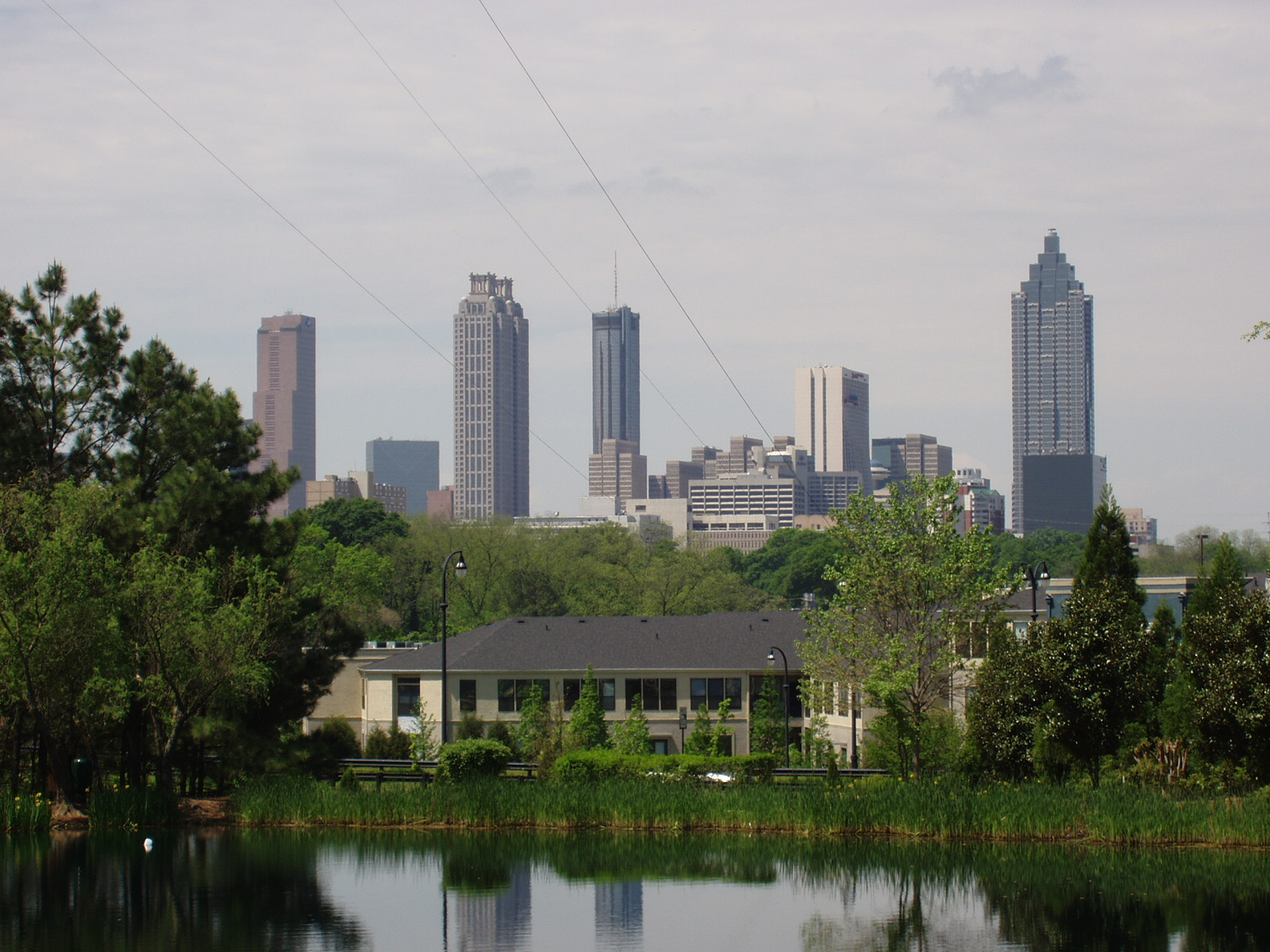
Atlanta

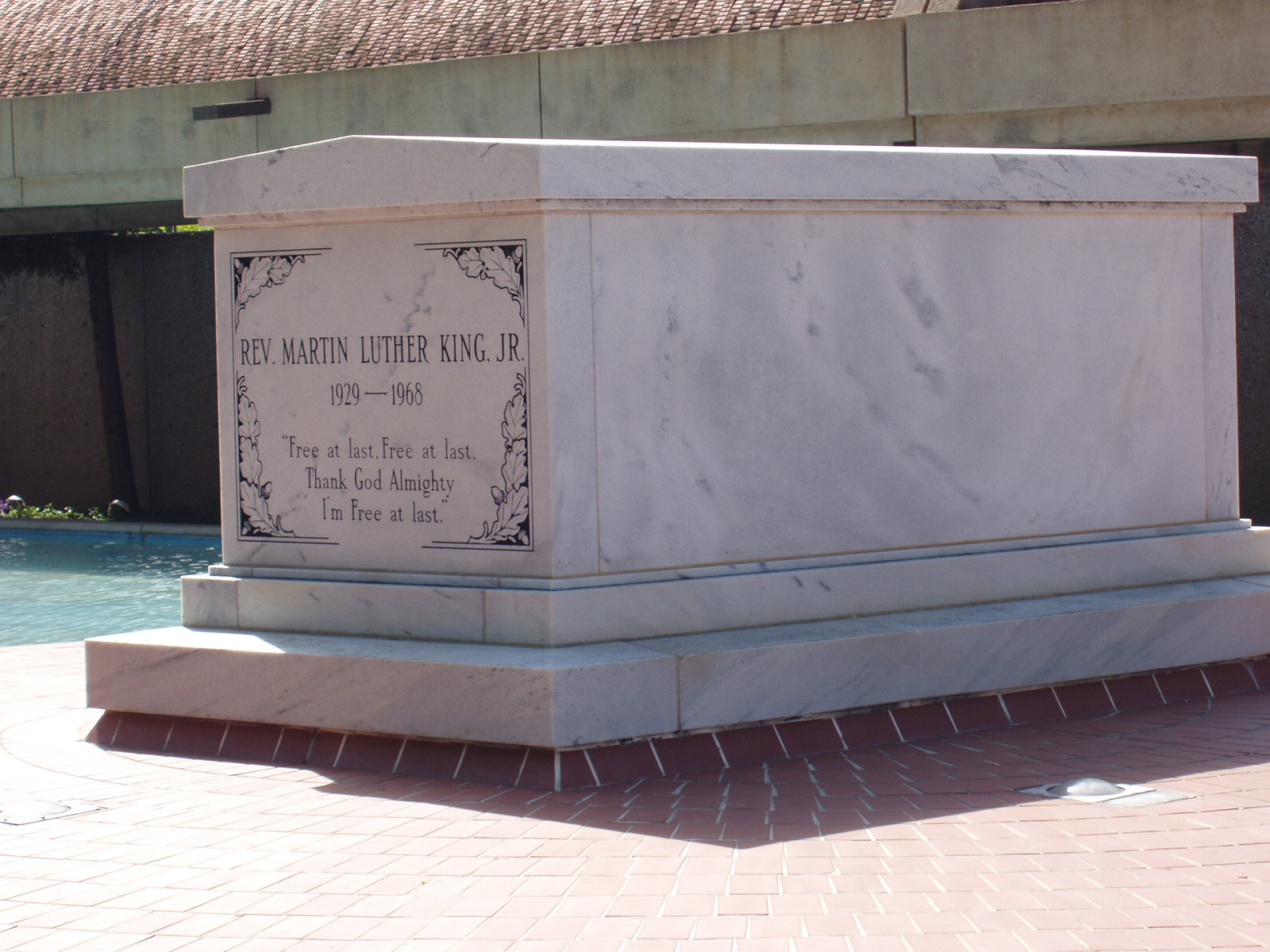
Martin Luther King Jr. sírja

Dél legjelentősebb, s legdinamikusabban fejlődő városa. A történelmi épületek mellett épülnek az ultramodern irodaházak. Sok gyára közül a repülőgép-, autó-, gyógyszergyárai a legismertebbek.
A város a születését a vasútnak köszönheti. A 19. század elején csak magányos farmerek éltek ezen a területen, akik a tengerpartról telepedtek erre az egészségesebb területre.
A vasútépítők észak-déli, és kelet-nyugati kereszteződése a Chattahooche folyó közelében keresztezték egymást.
A város a vasútépítő társaság után kapta nevét. A polgárháború idején Sherman seregei teljesen lerombolták a várost.
A polgárháború előtti időből is megmaradt néhány lakóház, s a pusztulásra ma már csak egy meggörbült, égésnyomokat mutató lámpaoszlop emlékeztet a belváros egyik utcájában, mint mementó.
Néhány év alatt Atlanta gyorsan újjáépült, s a rekonstrukciós időszakban fővárossá nevezték ki, amit sok őshonos georgiai aligha bocsát meg a városnak.
A polgárháború után gyorsan települt ide a korszerű ipar, a jó szállítási lehetőségek miatt. Ezt követte a banktőke, majd a szövetségi kormány is, számos intézménye Atlantában székelt. A nagy amerikai városok közül kevésnek van két állandó színházi társulata, szimfonikus zenekara, s Atlante ezek közé tartozik.
Az újabb nagy lökést az ötvenes-hatvanas évek hozták. Ekkor kezdődött meg a legmodernebb ipar kialakítása s ezzel együtt a város nemzetközi lett, sok külföldi képviselettel, üzletekkel.
Atlanta nemcsak a fehér gyárosok, üzletemberek, hanem a afro-amerikai munkások városa is. A szorosan vett városi terület lakosságának majdnem a fele színes bőrű, s az itteni afro-amerikai közösség adta az Egyesült Államok legnagyobb polgárjogi mozgalmának legnagyobb vezetőjét, a Nobel-békedíjas Martin Luther Kinget. A Memphisben meggyilkolt fekete lelkészt itt temették el, emlékművet is állítottak neki. 1976-ban az egyik legszebb útvonalat róla nevezték el, holott korábban a faji elkülönítésért kemény harcot vívott az atlantai városi hatóságokkal.

#### Augusta

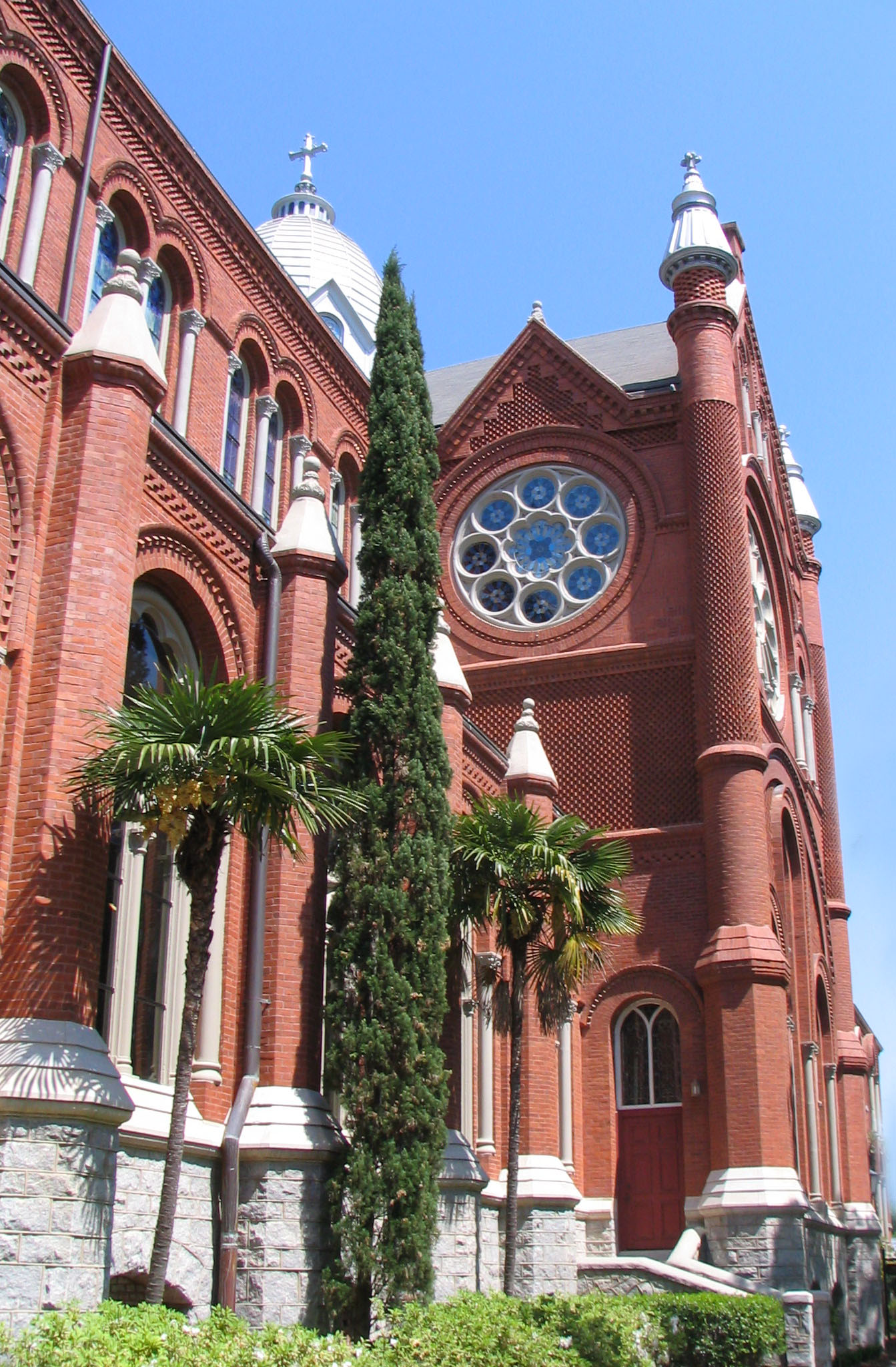
Augusta

A város a nevét Augusta walesi hercegnő tiszteletére kapta, aki II. György brit király menye volt és III. György brit király anyja.
1785-től Augusta volt a második fővárosa Georgiának Savannah után.
Augusta városa a dél-karolinai határ mentén fekszik. A határ itt a Savannah folyó, amelyet vízlépcsőkkel, gátakkal, tárolókkal egészen idáig hajózhatóvá tettek, holott a város kb. 200 km-re van a tengerparttól. Oglethorpe vezetésével idáig hatoltak fel az első telepesek, és egy kis erőddel védett kereskedőtelepet hoztak létre, ahol cserekereskedelmet folytattak az indiánokkal.
A függetlenségi háború idején az állam fővárosa volt, de Augusta ma is fontos szerepet tölt be az állam életében. A gyapottermesztő állam legfontosabb piaca, s jelentős textilipari központ.
Az Oglethorpe által alapított erőd helyét kőkereszt őrzi, tövében Oglethorpe egyik eredeti ágyújával.
Augusta klímája a Köppen-osztályozás szerint párás szubtrópusi. Enyhe tél és párás nyár jellemzi. Az átlagos magas hőmérséklet a nyári hónapokban 32,6 °C, az átlagos alacsony hőmérséklet a nyári hónapokban 19,3 °C. Az átlagos magas hőmérséklet a téli hónapokban 14,9 °C; és az átlagos alacsony hőmérséklet a téli hónapokban 1,3 °C.

#### Columbus

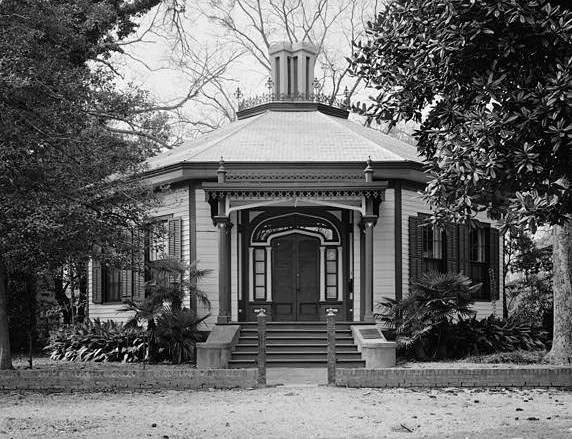
Columbus, Georgia

A várost 1828-ban Georgia törvényhozó testülete alapította. Columbus Chattahoochee folyó partján fekszik Alabama határában. A város a nevét Kolumbusz Kristófról kapta. Terveit Dr. Edwin L. DeGraffenried készítette. A folyó túloldalán Phenix City, Alabama fekszik.
A krílik indiánok éltek ezen a területen egészen 1836-ig, míg ki nem telepítették őket.
A folyó összeköti Columbust a vidék ültetvényeivel, a New Orleans-i nemzetközi gyapot piacon keresztül pedig az angliai Liverpoollal. A város kereskedelmi jelentősége az 1850-es években a vasútvonal megépítése után jelentősen megnövekedett. Ráadásul a textilüzemek elszaporodtak a folyó mentén, így a textilipar a megbízható felhasználója volt a helyi gyapottermesztőknek. Ezekben az években a város Dél fontos kereskedelmi központjává nőtte ki magát.
Amikor a polgárháború 1861-ben kitört, Columbus iparát kiszélesítették s a Konföderáció legfontosabb ipari központja lett. A textilipar mellett, a vasmű és a hajógyártás is helyet kapott, amely ellátta a Konföderáció haditengerészetét.
Húsvét vasárnapján 1865. április 16-án az Unió seregei, James H. Wilson generális vezetése alatt megtámadták a várost s a legtöbb ipari épületet leégették. A Coca-Cola feltalálója Dr. John Stith Pemberton is megsebesült a csatában. Az utolsó rabszolgahajó tulajdonosa Charles Augustus Lafayette Lamar ezredes pedig életét vesztette a csatában.
A helyreállítások után a város azonnal virágzásnak indult. Az iparosítás rohamosan fejlődött, a város kinőtte eredeti kereteit.
A Springer Opera House Columbus 10. Street-en helyezkedik el, ahol az elmúlt században nagy előadóművészek szerepeltek s ma is működik a közönség örömére.
A spanyol-amerikai háború idején a várost modernizálták, s közlekedését villamosjáratokkal bővítették.
Lucius Chappell őrnagy kiképző tábort létesített Camp Benning néven, amely ma Fort Benning néven ismert. Nevét a város szülötte Henry L. Benning generális után kapta.
Egyeteme a Columbus State University átfogó felsőfokú oktatást nyújt tanulóinak.
A textilipar mellett más kiemelkedő iparágak is kifejlődtek, mint például Aflac, Synovus, TSYS and Carmike Cinemas.
Az 1970-es és 1980-as években a prostitúció komoly problémát okozott Columbus belvárosában s a szomszédos területeken.
A korábbi erőfeszítések a belváros fokozatos lerombolásnak megakadályozására – közöttük különböző történelmi körzetek romos épületei – anyagi támogatás hiányában sikertelenül végződtek. A város jelentős felújítása az 1990-es évek közepén kezdődött, amely a belterületeket is újjáélesztette. Az épületek állagának feljavítása után a lakosok és az üzleti vállalkozók is visszatelepedtek a korábban elhagyott kerületekbe. Ilyen városfejlesztő program volt a Chattahoochee folyómenti sétány építése az 1996-os olimpiai játékok idején, vagy a Nemzeti Polgárháború Haditengerészeti Múzeum létrehozása (National Civil War Naval Museum) Port Columbus-nál, a Columbus Muzeum kibővítése, az utak javítása, beleértve az új belvárosi hídkereszteződést a Chattahoochee folyó felett, amely Phoenix City-be vezet. Az 1990-es és 2000-es években a kereskedelmi tevékenység kibővítésére is sor került. A következő néhány évben a város további karbantartása, felújítása folytatódik, amely a Fort Benning kiképző tábor növekedését is előirányozta. Az elkövetkezendő néhány évben 15 ezerrel több új csapatot telepítenek a Chattahoochee völgyébe.

#### Savannah
Dél egyik legszebb tengerparti városa Savannah, amely fontos kikötő, s dél legnagyobb gyapotkikötője.
1733. február 12-én, a Savannah folyó torkolatánál James Oglethorpe és 113 angolszász telepes kötött ki a természet alkotta kikötőben. Itt született meg az első gyarmat, Georgia kolónia. Oglethorpe és társa William Bull kidolgozták a város tervezetét szabályos úthálózattal, és utak közötti terekkel.
A belváros megőrizte a 18-19. századi hangulatát a magánpalotákkal, szobrokkal, szökőkutakkal.

#### Macon
Macon város első erődítményét 1806-ban emelték az Ocmulgee folyó partján a fiatal Egyesült Államok katonái. 1823-ban alapították meg magát a várost, amely gyorsan fejlődött, mert a környéken gazdag termőföldek vannak. Az ültetvényesek egykori lakónegyede a maga háború előtti házaival ma is létezik.

## Népesség
| Lakosok száma | 2 609 121 | 2 895 832 | 3 123 723 | 3 444 578 | 3 943 116 | 5 463 105 | 6 478 216 | 8 186 453 | 10 214 860 | 10 711 908 |
|               | 1910      | 1920      | 1940      | 1950      | 1960      | 1980      | 1990      | 2000      | 2015       | 2020       |

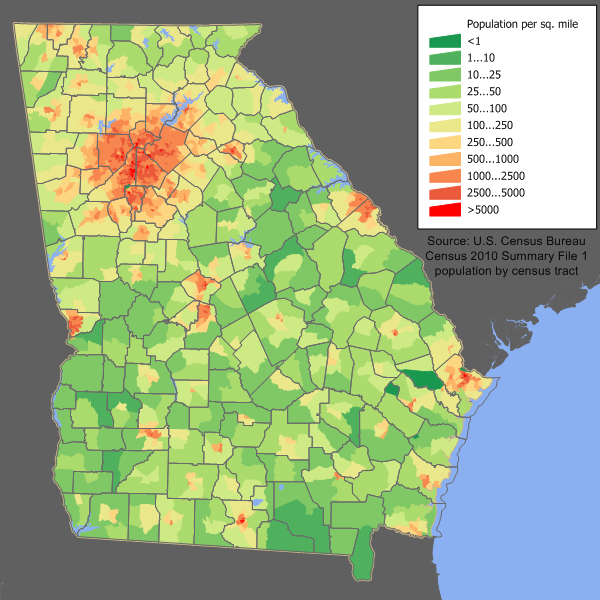
Georgia népsűrűsége

2006-os népszámlálások szerint Georgia lakossága 9 363 941 fő, amely az előző évhez képest 231 388 fővel nőtt, és 2000-es év óta lakossága 1 177 125-val növekedett. Ez magában foglalja a lakosság természetes növekedését az utolsó népszámlálás óta, amelynek a száma 438 939 volt (849 414 születések mínusz 410 475 halálozások) és az emigránsok számának növekedését, amely 606 673 fő volt. Az emigránsok száma az Egyesült Államok területén kívülről is növekedett (228 415 fő), és az országon belüli áttelepülőkkel együtt 378 258 főre növekedett.
2006-ban Georgia a kilencedik legnépesebb állam volt. A lakosság aránya 1990 óta 44,5%-kal (2 885 725)növekedett, így a lakosságát tekintve Georgia a leggyorsabban növekedő állam lett. 1990-ben 26%-os lakosság növekedésével átvette Florida vezető szerepét. A lakosságnak több mint a fele Atlanta vonzáskörében él. Georgia 19 megyéje országos viszonylatban a 100. volt 2004-től 2005-ig.

### Rasszok, nyelvek és korosztályok
A népszámlálás szerint Georgia lakosságának rassz szerinti megoszlása a következő: 62% europid, 28,1% afro-amerikai, 2,1% ázsiai amerikai, 1,2% keverék és 6% hispániai vagy latin. A 2005-ös adatok szerint az 5 éves és afeletti lakosok 90%-ának angol az első nyelve, 5,6%-a a spanyol nyelvet használja otthon. A francia a harmadik nyelv – 0,9%, ezt követi a német 0,8% és a vietnámi 6%. 2004-ben a lakosság 7,7%-a 5 év alatti, 26,4%-a 18 év alatti és 9,6%-a 65 éves kornál idősebb. Ugyanebben az évben a nők aránya kb. 50,6%-a a teljes lakosságnak, és ennek 29,6%-át az afro-amerikaiak alkották.
Történetileg Georgia lakosságának túlnyomó többsége afro-amerikai volt a polgárháború előtt, akik kizárólag rabszolgák voltak. A nagy vándorlások idején a feketék százezrével vándoroltak el a déli vidékekről az iparosított északra. 1914 és 1970 között drasztikusan csökkent a fekete lakosság aránya. Az utóbbi időben az afro-amerikaiak száma ismét nőtt, mivel az állam munkalehetőségeket kínál.
Ma az afro-amerikaiak a legnépesebb rassz sok vidéki megyében, közép és kelet-közép valamint délnyugati georgiai megyékben, "Low country" és Atlanta külvárosaiban. A népszámlálók felmérése szerint Georgiának az egész lakossághoz viszonyítva a negyedik legmagasabb arányú afro-amerikai lakossága van.
2005-ben kb. a lakosság 2,7%-a ázsiai-amerikai volt. Az ázsiai vásárlóerő $8,1 milliárd USD volt, míg 1990-ben csak $1,1 milliárd USD.
A fehér georgiaiak, mint más déliek, rendszerint a korai telepesek leszármazottjai. A hegységekben és piedmont területen nagy százaléka skót-ír származású amerikai, míg a partvidéken lakó telepesek angolok, angolszászok, akiket erősen befolyásol az állam kulturális hagyománya, ami megmutatkozik az étkezési szokásokban, ételféleségekben, a nyelvben és a zenében.
A parti területeken koncentrálódó afro-amerikaiak őseit a 18. században Nyugat-Afrika rizstermesztő vidékeiről hozták, s közöttük fejlődött ki a "„Gullah-Geechee” nyelv és kultúra, ami ma is használatos "Low country" az afro-amerikaiak között. Különleges örökségük a hagyományos afrikai ételek, vallás és kultúra.
Délen a kreol kultúra is talajra talált. Gazdag ételféleségeik szerves része a déli kultúrának, különösen "Low country".

### Vallás
Mint minden déli állam, Georgia is protestáns keresztény állam. A vallási megoszlás aránya a következő:
Protestáns – 38% , baptista – 16% , metodista – 12% , presbiteriánus – 3% , pünkösdi – 3% , római katolikus – 12% , más vallások – 3%, nem vallásos – 13%.
Georgia vallási öröksége hasonló a déli államokéhoz. Az északkeletről idetelepülők vallása főképp a római katolikus így számuk növekszik. Atlanta metropolita területének hispániai lakossága is nő.
Georgia zsidó közössége Savannah-ban 1733 körül jött létre. Legtöbbjük portugál zsidó, de Atlantának is van régi időkre visszavezethető zsidó közössége.

## Közigazgatás

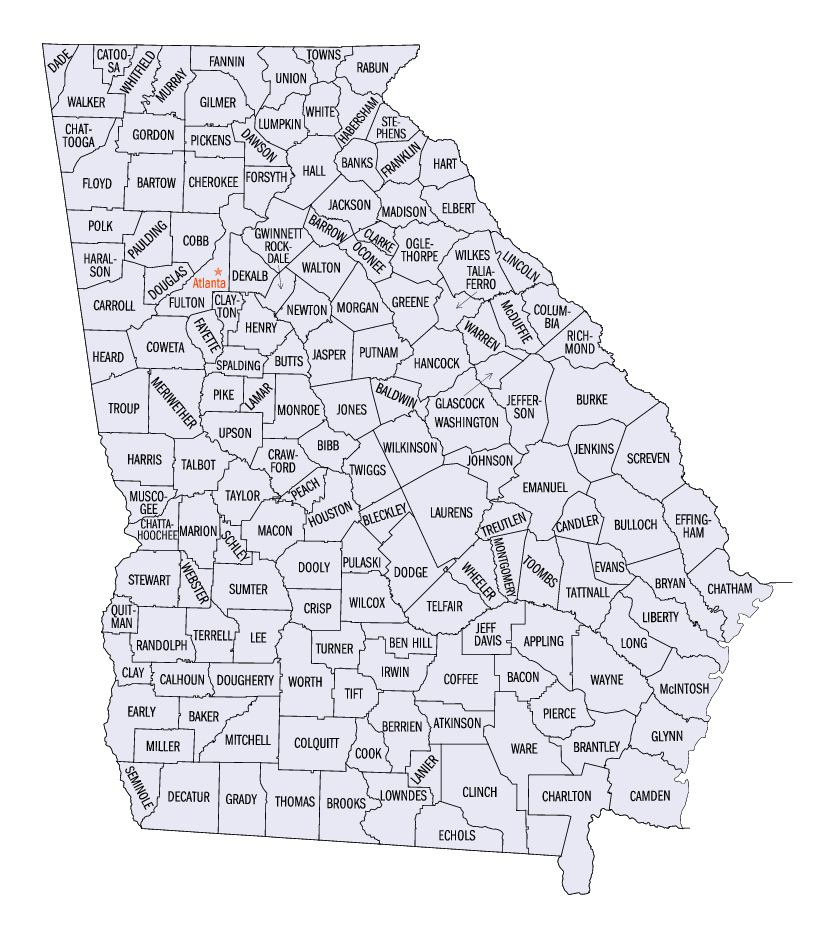
Georgia megyéi

Az állam 159 megyéből áll.

## Gazdaság
A modern ipar a 20. század folyamán gyorsan kialakult, mivel az állam nyersanyagban gazdag. A 2006-os évben Georgia összállami (népi) termelése $380 milliárd USD volt.
2005-ben az egy főre eső jövedelem $40 155 USD volt, tizedik az Egyesült Államokban. Ha Georgia egy egyedülálló ország volna, gazdasága a 28. helyet foglalná el a világranglistán.
Sok vállalat székhelye Georgia. Ilyenek pl.: Home Depot, UPS, Coca Cola, Delta Air Lines, Aflac, Southern Company és SunTrust Banks. Ezen kívül 43 különböző nemzet 1700 vállalata helyezte központját Georgiába, mintegy $22,7 milliárd USD beruházással, amelyek 112 ezer helyi lakosnak adnak munkát.

### Mezőgazdaság és ipar

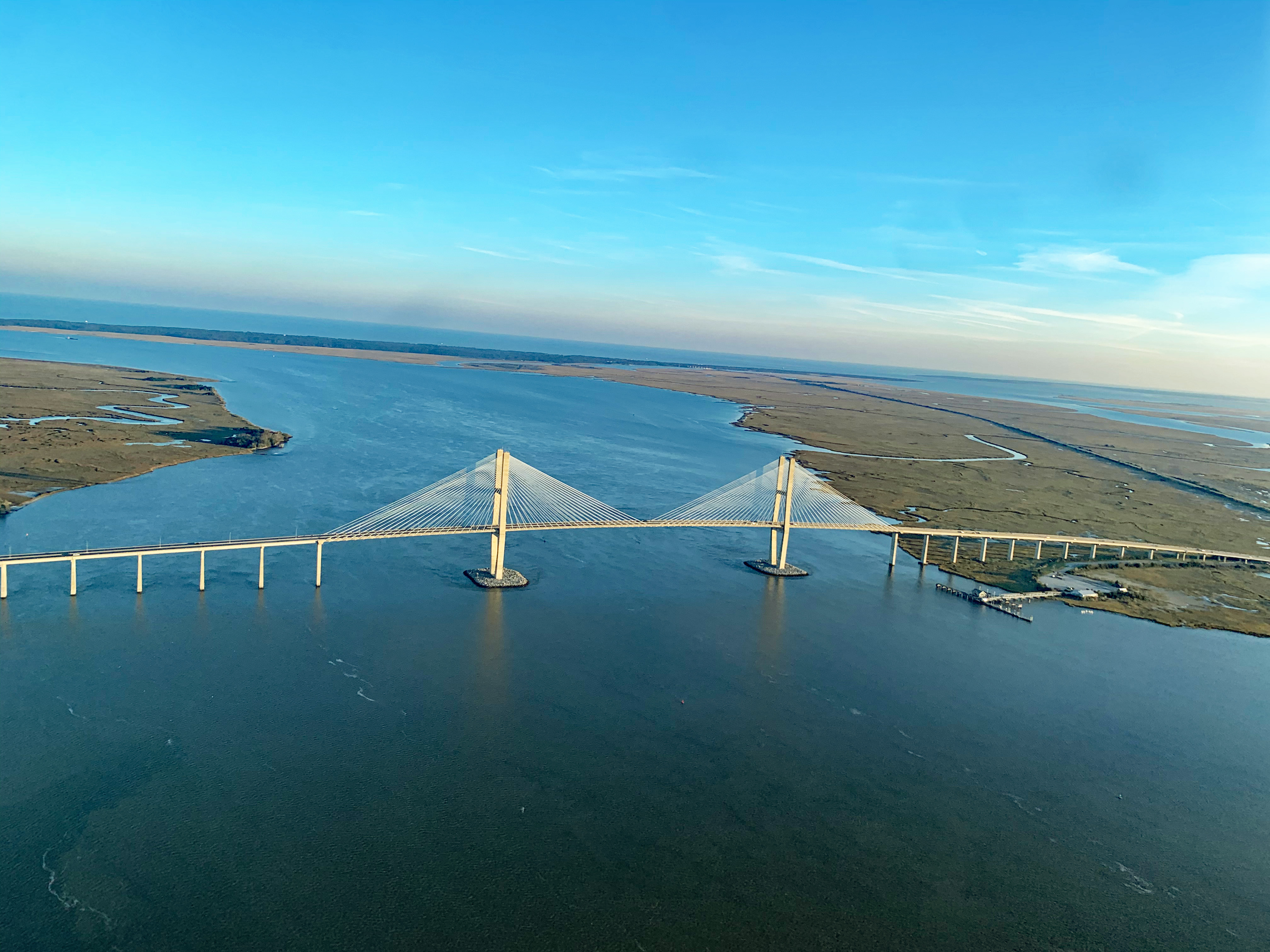
A Sidney Lanier híd Brunswicknál

Georgia mezőgazdasági termékei baromfitenyésztés, tojás, marha, disznó, tejtermékek, gyeptégla és zöldségek. Ipari termékei textília és ruházat, szállítóeszközök, élelmiszer-feldolgozás, papírtermékek, kémiai anyagok, elektromos felszerelések. Az idegenforgalom is hozzájárul a gazdaság virágzásához. Georgia adott otthont a hatalmas Elton ingatlanközvetítő vállalatnak és híradástechnikai vállalatnak is.
Georgia ipara szétágazó. A legfőbb termékek az ásványok, különböző fenyő-fűrészáruk, agyag, kő és homok. A textilipar Rome, Columbus, Augusta és Macon környékén alakult ki. Atlanta fő központja a turizmusnak, közlekedésnek, kommunikációnak, a kormányzatnak és az iparnak. Iparágai az autógyártás, repülőgép gyártás, élelmiszer és kémiai anyagok feldolgozása, nyomtatás, publikáció. Néhány mamutvállalatnak, mint például Arby's, Chick-fil-A, The Coca-Cola Company, Georgia Pacific, Hooters, ING Americas, Cox és Delta Air Lines Atlantában van a központja. Más fontosabb vállalatok az ország különböző résziről a: Aflac, CareSouth, Home Depot, Newell Rubbermaid, Primerica Financial Services, United Parcel Service, Waffle House és Zaxby's.
Katonai központjai: Fort Stewart, Hunter Army Airfield, Naval Submarine Base Kings Bay, Fort Benning, Moody Air Force Base, Robins Air Force Base, Naval Air Station Atlanta, Fort McPherson, Fort Gillem, Fort Gordon, Marine Corps Logistics Base Albany Dobbins Air Reserve Base, Coast Guard Air Station Savannah és Coast Guard Station Brunswick.

#### Energiatermelés és felhasználás
Georgia villamosenergia termelése és felhasználása a legmagasabb az Egyesült Államokban. Elsődlegesen szenet használnak az elektromos áram termeléséhez. Emellett az állam atomreaktora is hozzájárul az elektromos energia előállításához. A fa- és papíripar a vezető az elektromosság felhasználásában.

### Adózás
Georgia személyi jövedelemadója 1% és 6% között van. Az állami értékesítési adó 4%, amely alól mentes a gyógyszer, bizonyos orvosi eszközök és az élelmiszer. Minden megye 2%-ot ad az értékesítési adóhoz, s a fő metropolita körzetekben ismét 1%-ot hozzáadnak. Minden adót a Georgia Department of Revenue gyűjt be, melyet utána megfelelően a megegyezések szerint szétosztanak a megyék és a városok között.

## Nevezetességek
- Bonaventure Cemetery

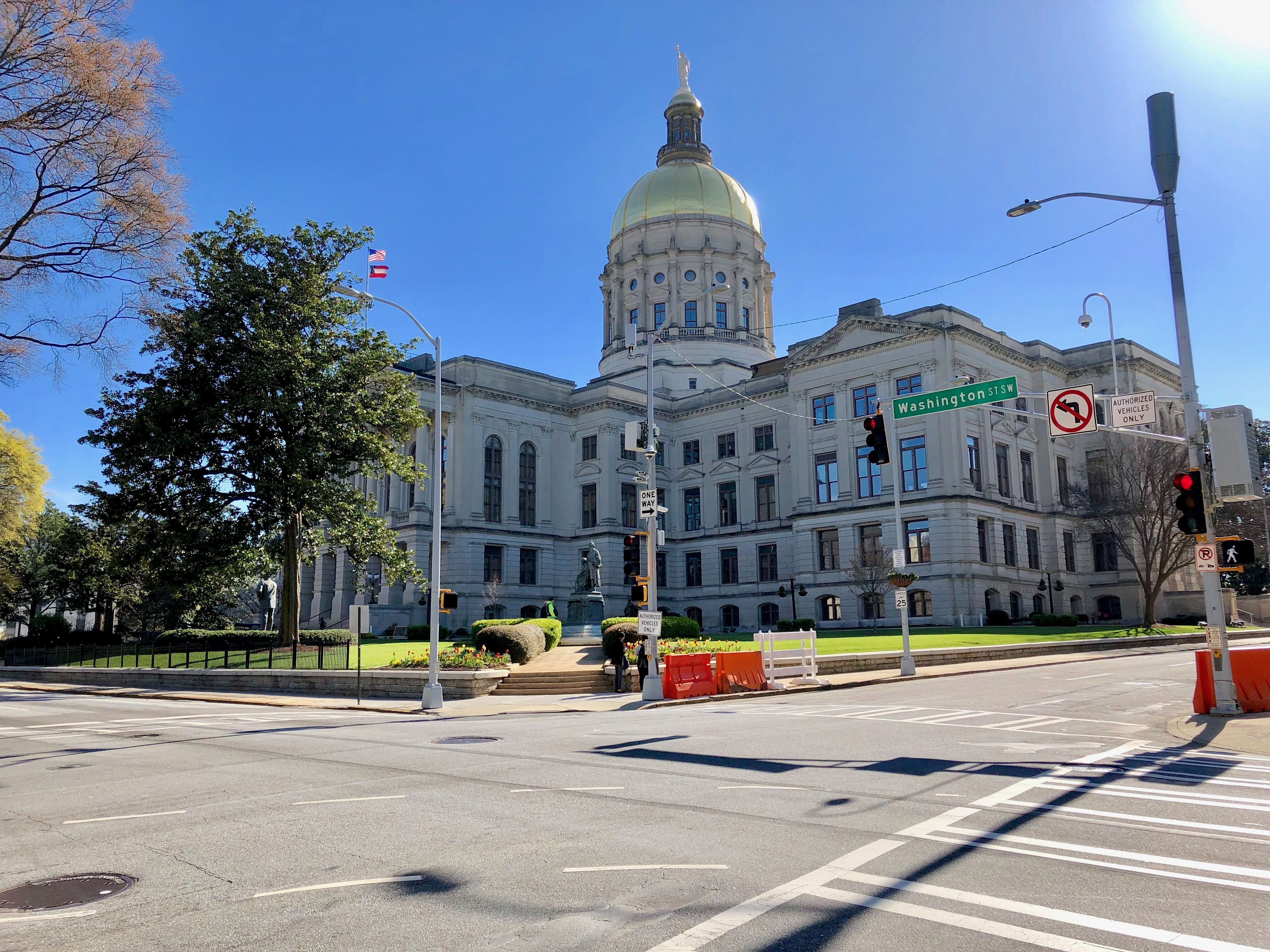
Georgia állam Capitoliuma Atlantában

- Martin Luther King, Jr. National Historic Site
- Centennial Olympic Park
- Georgia's Stone Mountain State Park
- Atlantai állatkert
- Atlantai botanikus kert
- Piedmont Park
- University of Georgia Marine Education Center and Aquarium
- Fort Pulaski National Monument
- Tybee Island Lighthouse
- Georgia State Capitol
- Georgia Aquarium

## Érdekességek
- Georgiában található egy Budapest nevű település is.